# Meninx
Meninx és un jaciment arqueològic situat a la costa sud-est de l'illa de Gerba, al sud-est de Tunísia, prop de la localitat actual d'Henchir El Kantara. S'estén al llarg de dos quilòmetres de longitud per dos quilòmetres d'amplària i és probable que una part n'estiga submergida a la Mediterrània.
Al principi era un punt comercial fenici, però en tingué l'apogeu en època romana, quan era capital de l'illa. El topònim Meninx, que fou també el nom donat a Gerba, és d'origen cartaginés i significa 'terra de les aigües que s'allunyen', un esment al fet que les marees de l'illa siguin les més altes de la Mediterrània, una mar on les marees són generalment quasi imperceptibles. La ciutat es citada per Ptolemeu i Plini el Vell.
En una primera prospecció s'hi identificaren les restes de termes, un amfiteatre, un teatre, una basílica i possiblement un fòrum. El sòl està sembrat de ruïnes, com ara bases de columnes en marbre blanc, columnes de granit, capitells i estàtues. El jaciment es va excavar profundament, tot i que l'administració colonial francesa en parlà de casos d'espoliació.